# Banksinoma castanea
Banksinoma castanea är en kvalsterart som först beskrevs av Hermann 1804.  Banksinoma castanea ingår i släktet Banksinoma och familjen Thyrisomidae. Inga underarter finns listade.